# كان 11
كان 11 هي قناة حكومية مجانية إسرائيلية تدار من قبل هيئة البث الإسرائيلي، تم إطلاقها في 15 مايو 2017 لتحل محل القناة الإسرائيلية الأولى. قامت القناة بتغطية كأس العالم 2018 بتقنية تلفاز فائق الدقة.